# 圣里普西梅教堂
圣里普西梅教堂（羅馬化：Surb Hṙip‘simē yekeghetsi）是位於亞美尼亞瓦加爾沙帕特的亞美尼亞使徒教會教堂，建於7世紀，是該國現存最古老的教堂之一。目前的結構於公元618年竣工，以其古典時期精美的亞美尼亞風格建築而聞名，此後影響了許多其他亞美尼亞教堂。教堂當中有一墓室，為亞美尼亞第一位殉道者聖里普西梅的墓室 。
2000年，聖里普西梅教堂與附近的其他教堂（包括亞美尼亞的總教堂埃奇米阿津大教堂）一起被列為聯合國教科文組織世界遺產。

## 圖集

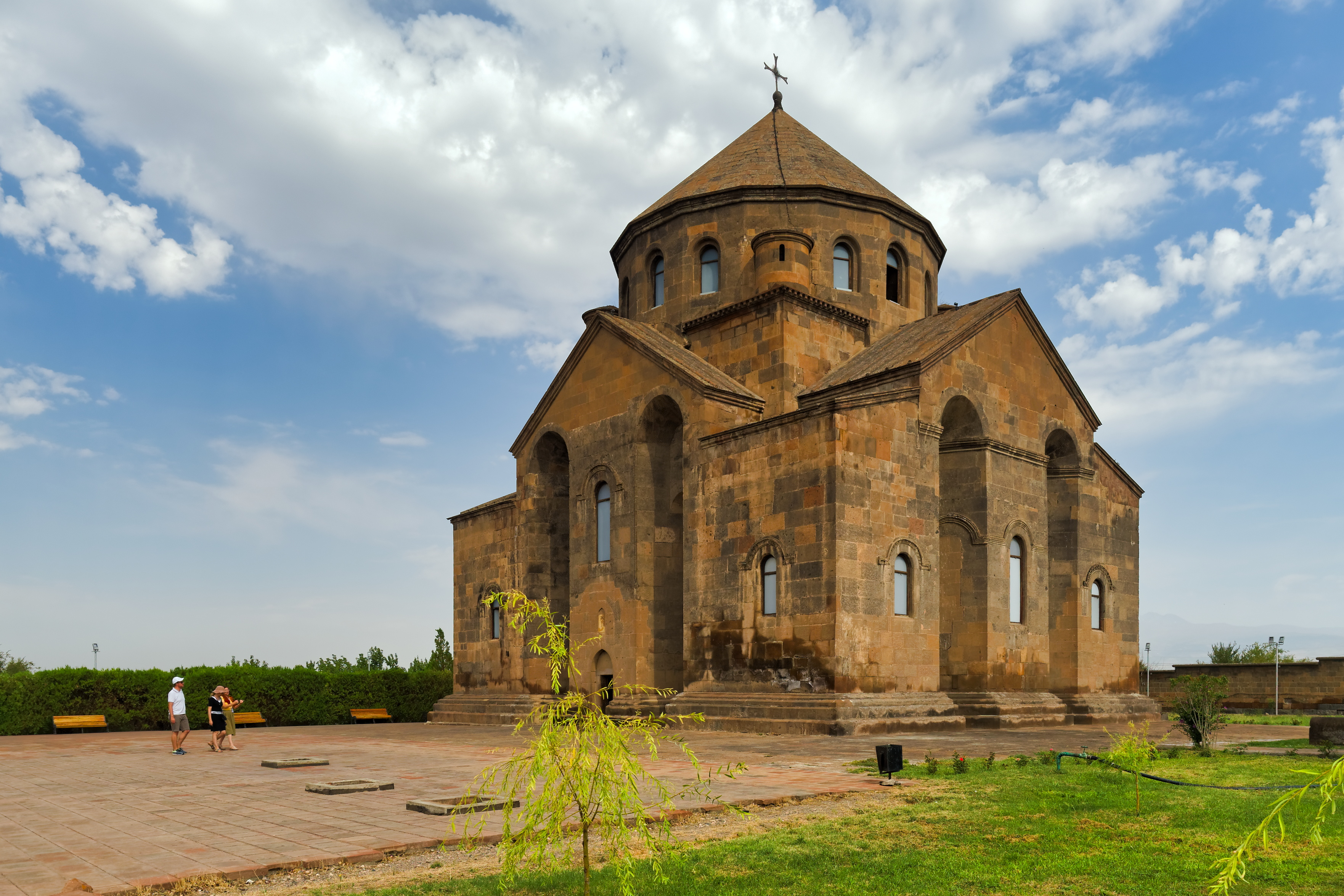
教堂外觀
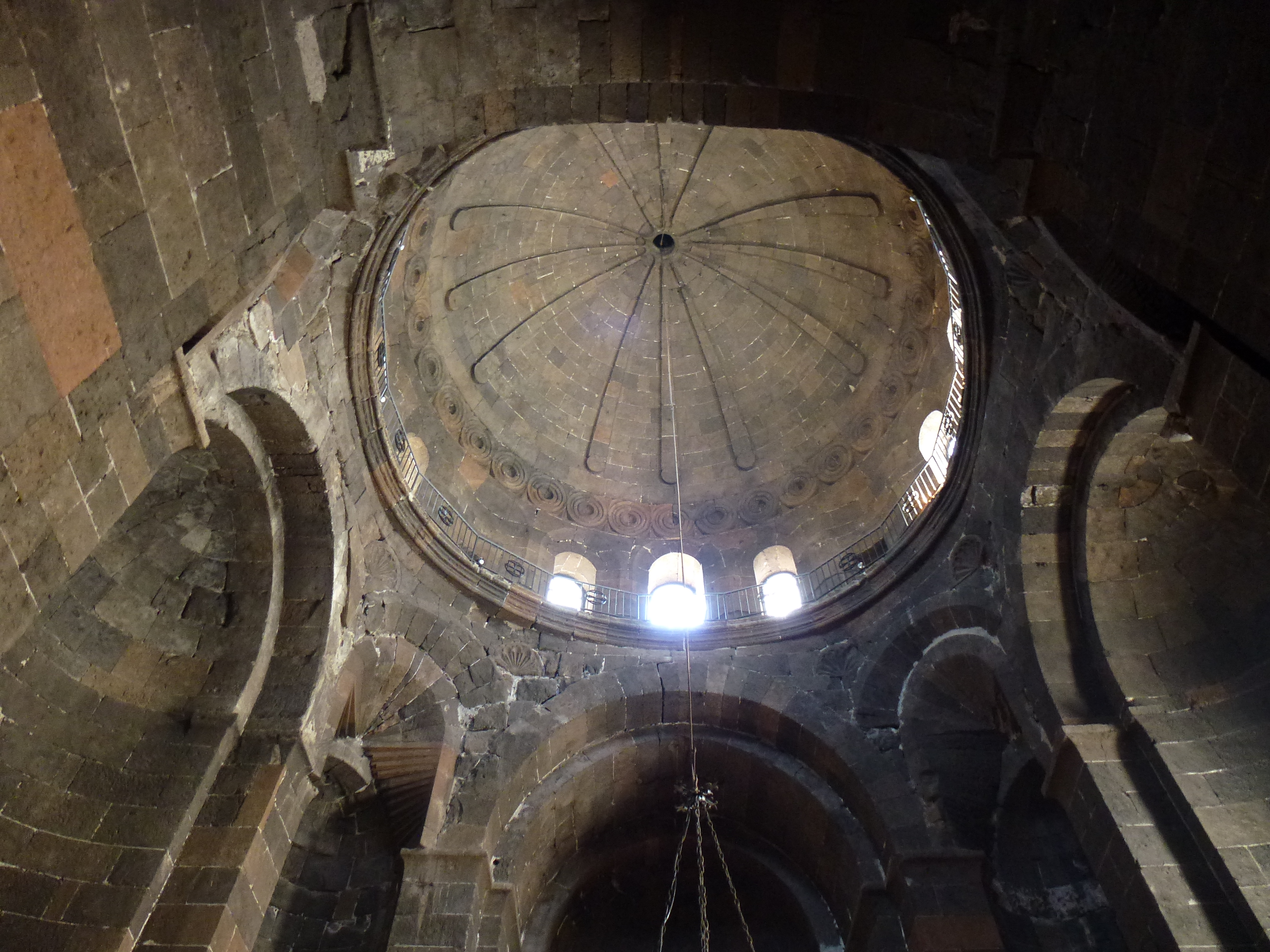
教堂內部的圓頂
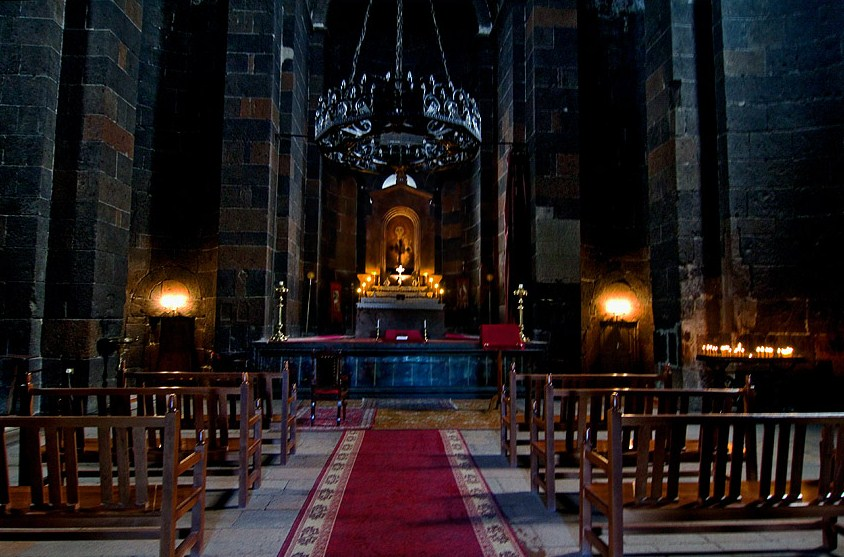
教堂的祭壇
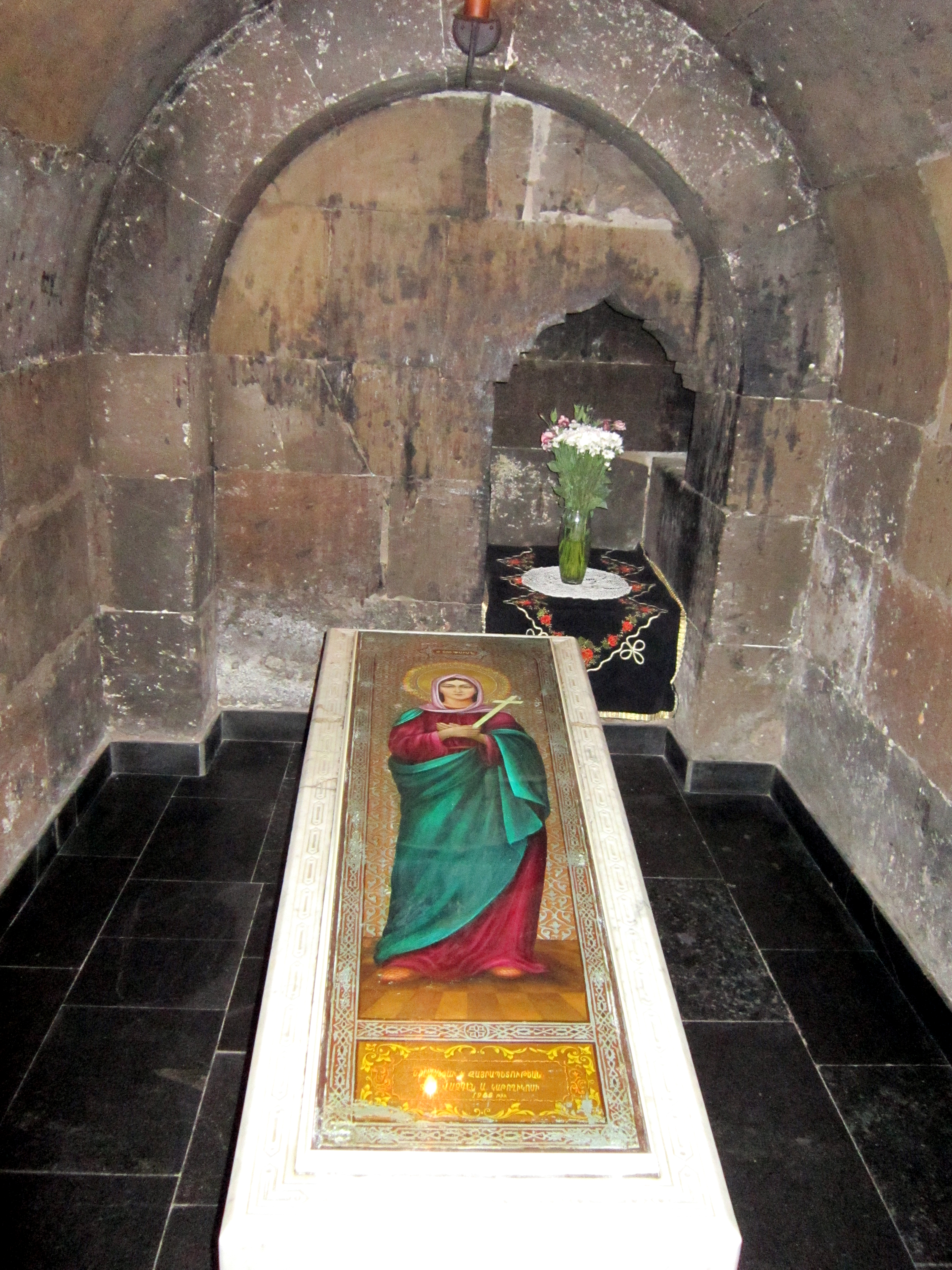
聖里普西梅（英语：Hripsime）墓室

## 参看
- 瓦加尔沙帕特 (埃奇米阿津)
- 埃奇米阿津主教座堂
- 圣加雅涅教堂
- 兹瓦尔特诺茨主教座堂